# 1431

سنة 1431 كانت سنة بسيطة تبدأ يوم الإثنين (سوف يظهر الرابط التقويم الكامل للعام) حسب التقويم اليولياني.

## مواليد
- فلاد الثالث المخوزق

## وفيات
- جان دارك
- نونو ألفارس بيريرا
- علي بن أحمد المهائمي
- محمد بن حمزة الفناري